# 3590 Holst
3590 Holst este un asteroid din centura principală, descoperit pe 5 februarie 1984 de Edward Bowell.